# Iphiaulax alboornatus
Iphiaulax alboornatus är en stekelart som beskrevs av Cameron 1906. Iphiaulax alboornatus ingår i släktet Iphiaulax och familjen bracksteklar. Inga underarter finns listade i Catalogue of Life.